# لاو مولدر
لاو مولدر (بالهولندية: Lau Mulder)‏ هو لاعب هوكي الحقل هولندي، ولد في 7 يوليو 1927 في باتافيا ‏، وتوفي في 29 يناير 2006 في آوتهورن في هولندا.

## وصلات خارجية
- لاو مولدر على موقع أوليمبيديا (الإنجليزية)